# Dragsholm Kommune
Dragsholm Kommune i Vestsjællands Amt blev dannet ved kommunalreformen i 1970. Ved strukturreformen i 2007 indgik den i Odsherred Kommune sammen med Nykøbing-Rørvig Kommune og Trundholm Kommune.

## Tidligere kommuner
Dragsholm Kommune blev dannet ved sammenlægning af 4 sognekommuner:
| Kommune          | Folketal 1. januar 1970 | Byer                                                                      |
| ---------------- | ----------------------- | ------------------------------------------------------------------------- |
| Asnæs            | 2.521                   | Asnæs og Høve                                                             |
| Fårevejle        | 3.111                   | Fårevejle Kirkeby, Fårevejle Stationsby, Ordrup Strand og Veddinge Bakker |
| Grevinge         | 2.132                   | Grevinge og Herrestrup                                                    |
| Vallekilde-Hørve | 2.844                   | Hørve med bydelen Vallekilde                                              |
| I alt            | 10.608                  |                                                                           |

## Sogne
Dragsholm Kommune bestod af følgende sogne, alle fra Odsherred:
- Asnæs Sogn
- Fårevejle Sogn
- Grevinge Sogn
- Vallekilde Sogn
- Hørve Sogn

## Borgmestre[2]
| Periode   | Navn                     | Parti                       |
| --------- | ------------------------ | --------------------------- |
| 1970-1978 | Aage Madsen              | Venstre                     |
| 1978-1984 | Kjeld Madsen             | Venstre                     |
| 1984-1990 | Gunnar Thornbjerg Larsen | Det Konservative Folkeparti |
| 1990-1998 | Finn Madsen              | Socialdemokratiet           |
| 1998-2002 | Dede Bemberg             | Venstre                     |
| 2002-2006 | Finn Madsen              | Socialdemokratiet           |

## Rådhus
Dragsholm Kommunes rådhus på Rådhusvej 75 i Fårevejle Stationsby blev ramt af en kraftig storm, der blæste forsiden ned under opførelsen i 1969. En overbygning blev tilføjet i 1994 og indviet 1. april 1995 ved kommunens 25 års jubilæum. Efter strukturreformen har det gamle rådhus været benyttet af Odsherred Kommune indtil starten af 2019, hvor borgerservice flyttede til Højby. Huset rummer nu en afdeling af erhvervsuddannelsescentret EUC Nordvestsjælland.